# Lee Pen
Der Lee Pen ist ein 502 Meter hoher Hügel der Moorfoot Hills. Er zählt zu den südlichsten Kuppen der Hügelkette und liegt in der schottischen Council Area Scottish Borders.

## Beschreibung
Der Lee Pen erhebt sich rund sieben Kilometer östlich von Peebles und zwei Kilometer nördlich von Innerleithen. An der Nordwestflanke besitzt er eine 452 Meter hohe Nebenkuppe namens Lee Burn Head.

## Umgebung

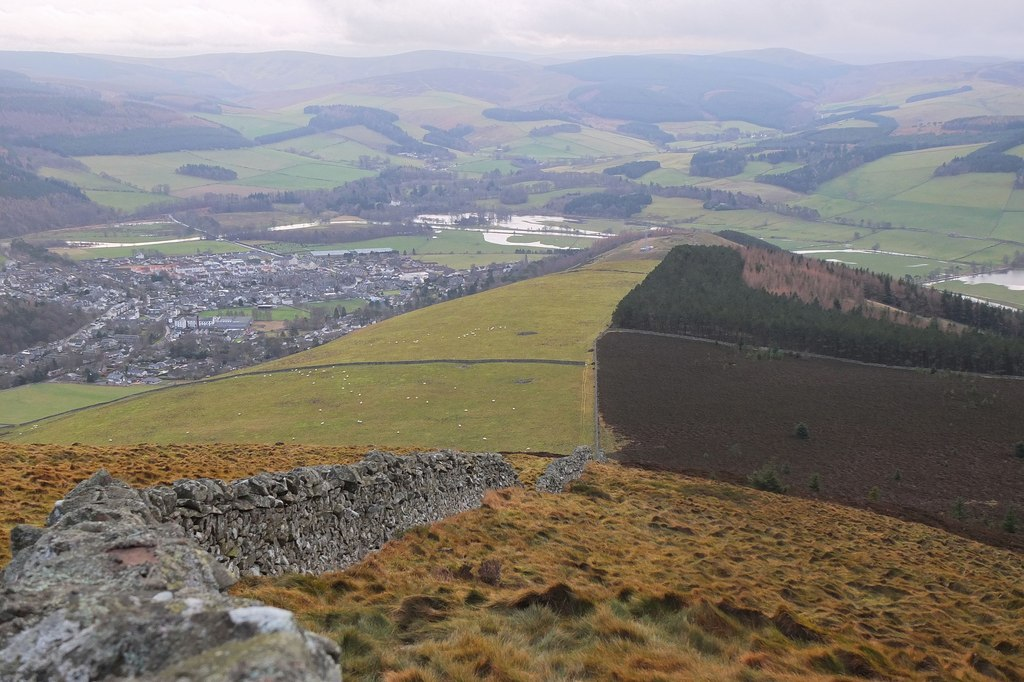
Blick nach Süden auf Innerleithen; halbrechts die Knolle Caerlee Hill.

Den Lee Pen umgeben der Black Knowe im Norden, der Kirn Law im Nordwesten und der Priesthope Hill im Nordosten. Entlang seines Osthangs verläuft das Leithen Water, in das auch sämtliche am Osthang entspringenden Bäche münden. Am West- oder Südhang entspringende Bäche münden bei Cardrona beziehungsweise Innerleithen in den Tweed, der vor der West- beziehungsweise Südflanke verläuft. Der vom Osthang abfließende Lee Burn mündet hingegen in das Leithen Water, das ein kurzes Stück flussabwärts ebenfalls in den Tweed mündet.
Von der Südflanke des Lee Pens erhebt sich eine Caerlee Hill genannte Knolle. Ihre Kuppe war einst als Hillfort befestigt. Die Reste des Caerlee Hill Forts sind heute denkmalgeschützt. Ebenso ist die am Lee Burn gelegene Ruine des aus dem 16. Jahrhundert stammenden Tower House Lee Tower als Scheduled Monument geschützt. An der Südwestflanke befand sich einst das Herrenhaus Glenormiston House. Von dem in den 1950er Jahren abgebrochenen Herrenhaus sind heute noch verschiedene denkmalgeschützte Außenbauwerke erhalten.
Entlang des Tweed verläuft die Fernverkehrsstraße A72 am Fuße des Lee Pen.